# Tapura juliani
Tapura juliani är en tvåhjärtbladig växtart som beskrevs av Macbride. Tapura juliani ingår i släktet Tapura och familjen Dichapetalaceae. Inga underarter finns listade i Catalogue of Life.